# 阿德瓦·香登
阿德瓦·香登是一名印度電影導演和編劇，從事寶萊塢電影的工作。他在2017年以電影《隱藏的大明星》首次作為導演亮相。

## 職業生涯
2007年，阿德瓦在瑞瑪·卡吉蒂的《蜜月旅行有限公司》開始他的職業生涯，擔任第三助理導演和《心中的小星星》的助理製作經理。與阿米爾·罕再次合作，阿德瓦在基蘭·拉歐的處女作《孟買日記》中擔任選角導演和後期製作主管。
在電影業中擔任各種角色後，阿瓦特終於在2017年首次執導電影《隱藏的大明星》，由阿米爾·罕和賽伊拉·沃西主演。他還撰寫了該片的劇本。它是2017年票房最高的印度電影，也是有史以來票房第三高的印度電影，僅次於《我和我的冠軍女兒》（2016年）和（2017年），此前已超過阿米爾·罕自己的（2014年）。他作為導演的最近一部電影是阿米爾·罕主演的《拉辛正傳》，該片於2022年8月11日上映。

## 影視作品
| 年份 | 標題                 | 導演 | 編劇 | 助理導演 | 備註                   |
| ---- | -------------------- | ---- | ---- | -------- | ---------------------- |
| 2007 | 《蜜月旅行有限公司》 |      |      | 是       | 製作助理               |
| 2007 | 《心中的小星星》     |      |      |          | 助理製作經理           |
| 2009 | 《寶萊塢英雄》       |      |      | 是       |                        |
| 2010 | 《孟買日記》         |      |      | 是       | 選角導演、後期製作主管 |
| 2017 | 《隱藏的大明星》     | 是   | 是   |          |                        |
| 2022 | 《拉辛正傳》         | 是   |      |          |                        |

## 榮譽
| 年份 | 獎項                     | 分類             | 結果 | 來源  |
| ---- | ------------------------ | ---------------- | ---- | ----- |
| 2017 | Zee電影獎                | 最佳導演         | 提名 | [ 6 ] |
| 2017 | Zee電影獎                | 最佳編劇         | 提名 | [ 6 ] |
| 2017 | Zee電影獎                | 最有前途導演     | 獲獎 | [ 6 ] |
| 2017 | 印度明星電影獎           | 最有前途處女導演 | 提名 |       |
| 2018 | 印度電影觀眾獎           | 最佳導演         | 提名 | [ 7 ] |
| 2018 | 印度電影觀眾獎           | 最佳劇本         | 提名 | [ 7 ] |
| 2018 | 墨爾本印度電影節         | 最佳導演         | 提名 | [ 8 ] |
| 2018 | News18 Reel Movie Awards | 最佳劇本         | 提名 | [ 9 ] |

## 外部連結
- 阿德瓦·香登在互联网电影资料库（IMDb）上的資料（英文）
- 阿德瓦·香登的Facebook專頁